# Вахрос, Игорь

## Биография
Игорь Вахрос (Вахромеев до 1942 года) (7 января 1917, Петроград – 23 июня 1996, Хельсинки) [1] был лингвистом и литературоведом. Он занимал должность профессора русского языка и литературы в Хельсинкском университете с 1967 по 1980 год. В то время он являлся единственным профессором русского языка и литературы и был неофициальным переводчиком Урхо Кекконена.
Родившийся в России Игорь Вахрос ещё ребёнком переехал в Финляндию вместе со своим отцом. Во время Советско-финской войны он переводил военные документы и допрашивал военнопленных. В 1941 году И. Вахрос получил назначение в Главштаб мобильного разведцентра – Отдела Раски, задачей которого являлась организация разведки. Вахрос являлся преподавателем разведшколы в Петрозаводске. Он преподавал психологию, докладывал о положении мировой политики, сочинял легенды для тайных агентов и руководил школьным оркестром и хором. Писатель Микко Порвали использовал дневники военных лет и письма с фронта И. Вахроса в качестве материала для своей книги «Тайный разведчик» (фин. «Salainen Tiedustelija»)
После заключения мира, Игорь Вахрос исполнял обязанности секретаря и переводчика финской делегации при подписании Договора о дружбе, сотрудничестве и взаимной помощи между Финляндией и Советским Союзом в 1948 году.
И. Вахрос был одним из основателей Междунароодного Общества Достоевского и долгое время являлся членом его руководящего состава. Он перевёл роман-трилогию Алексея Толстого «Хождение по мукам». И. Вахрос награжден в 1979 году медалью А. С. Пушкина Международной ассоциации преподавателей русского языка и литературы за содействие в развитии советской культуры.

## Произведения
- Zur Geschichte und Folklore der grossrussischen Sauna. Suomalainen tiedeakatemia: Akateeminen kirjakauppa, 1966
- Suomalais-venäläinen sanakirja, Russki jazyk, 1975